# Abelsche Kategorie
Im mathematischen Teilgebiet der Algebra und angrenzenden Gebieten versteht man unter einer abelschen Kategorie eine Kategorie, die sich in einigen wesentlichen Aspekten wie die Kategorie der abelschen Gruppen verhält. In geringerem Umfang gilt dies auch für additive Kategorien.

## Definition
Es sei {\displaystyle {\mathcal {C}}} eine Kategorie und für alle Objekte {\displaystyle X,Y\in \operatorname {Ob} {\mathcal {C}}} existiere eine binäre Operation {\displaystyle +_{XY}} auf der Morphismenmenge {\displaystyle \operatorname {Hom} _{\mathcal {C}}(X,Y)}, sodass {\displaystyle (\operatorname {Hom} _{\mathcal {C}}(X,Y),+_{XY})} eine Abelsche Gruppe bilde.
Dann ist {\displaystyle {\mathcal {C}}}  eine präadditive Kategorie, wenn folgende Bedingung erfüllt ist:
- Die Komposition von Morphismen ist biadditiv, d. h. für Morphismen {\displaystyle f,f_{1},f_{2}\in \operatorname {Hom} _{\mathcal {C}}(X,Y)} und {\displaystyle g,g_{1},g_{2}\in \operatorname {Hom} _{\mathcal {C}}(Y,Z)} gilt {\displaystyle g\circ (f_{1}+f_{2})=(g\circ f_{1})+(g\circ f_{2})} bzw. {\displaystyle (g_{1}+g_{2})\circ f=(g_{1}\circ f)+(g_{2}\circ f)}, wobei die Additionen in den Morphismengruppen jeweils mit demselben Symbol {\displaystyle +} bezeichnet sind.

{\displaystyle {\mathcal {C}}} ist eine additive Kategorie, wenn sie präadditiv ist und zusätzlich die folgenden Bedingungen erfüllt sind:
- Es gibt ein Nullobjekt.
- Es gibt endliche Produkte.

{\displaystyle {\mathcal {C}}} ist eine abelsche Kategorie, wenn sie präadditiv ist und zusätzlich die folgenden (stärkeren) Bedingungen erfüllt sind:
- Es gibt ein Nullobjekt.
- Es gibt (endliche) Biprodukte, d. h. zu je zwei Objekten {\displaystyle X_{1},X_{2}} gibt es ein Objekt {\displaystyle X_{1}\oplus X_{2}} zusammen mit Morphismen {\displaystyle p_{\nu }\colon X_{1}\oplus X_{2}\to X_{\nu }} und {\displaystyle i_{\nu }\colon X_{\nu }\to X_{1}\oplus X_{2}} für {\displaystyle \nu =1,2}, sodass {\displaystyle p_{\nu }\circ i_{\nu }=\operatorname {id} _{X_{\nu }}} und {\displaystyle i_{1}\circ p_{1}+i_{2}\circ p_{2}=\operatorname {id} _{X_{1}\oplus X_{2}}}. Insbesondere bildet {\displaystyle X_{1}\oplus X_{2}} mit {\displaystyle p_{\nu }} ein Produkt und mit {\displaystyle i_{\nu }} ein Koprodukt.

- Es gibt Kerne und Kokerne.
- Jeder Monomorphismus ist ein Kern, jeder Epimorphismus ein Kokern.

## Bedeutung
Abelsche Kategorien sind ein wichtiges Werkzeug, um Aussagen über abelsche Gruppen zu verallgemeinern; so gelten beispielsweise das Fünferlemma oder das Schlangenlemma in jeder abelschen Kategorie. Abelsche Kategorien sind auch der natürliche Kontext für die homologische Algebra.

## Eigenschaften
Für abelsche Kategorien gilt:
- Die Kategorie ist ausgeglichen: Ein Morphismus ist genau dann ein Isomorphismus, wenn er ein Monomorphismus und ein Epimorphismus, also ein Bimorphismus, ist.
- Jeder Morphismus besitzt eine im Wesentlichen eindeutige Faktorisierung {\displaystyle i\circ p} in einen Epimorphismus {\displaystyle p} und einen Monomorphismus {\displaystyle i}.
- Die Homomorphie- und Isomorphiesätze gelten.

## Beispiele
Präadditive Kategorien:
- Jeder unitäre Ring ist die Morphismenmenge einer präadditiven Kategorie mit einem einzigen Objekt. Wenn der Ring mehr als ein Element hat, so ist diese Kategorie nicht additiv, denn es gibt kein Nullobjekt. Es gibt überhaupt nur ein Objekt und darin enden mehrere Pfeile, so dass dieses kein Nullobjekt sein kann.

Additiv ist:
- Die Kategorie Div der teilbaren Gruppen: Der Kern eines Homomorphismus {\displaystyle f\colon \mathbb {Q} /\mathbb {Z} \to G} ist stets das Nullobjekt (mit Nullhomomorphismus), selbst dann, wenn {\displaystyle f} nicht injektiv ist. Daher ist die kanonische Projektion {\displaystyle \pi \colon \mathbb {Q} \to \mathbb {Q} /\mathbb {Z} } kein Kern, obwohl es sich andererseits um einen Monomorphismus handelt. Daher ist diese Kategorie nicht abelsch.

Abelsch sind beispielsweise:
- Die Kategorie Ab der abelschen Gruppen.
- Die Kategorie der {\displaystyle K}-Vektorräume für einen Körper {\displaystyle K}.
- Die Kategorie der {\displaystyle A}-Moduln für einen Ring {\displaystyle A}.
- Die Kategorie der Garben abelscher Gruppen auf einem topologischen Raum.
- Die Kategorie der endlichen abelschen Gruppen, die Kategorie der endlich erzeugten abelschen Gruppen, allgemeiner die Kategorie der endlich erzeugten Moduln über einem noetherschen Ring.

## Einbettungssätze
Die enge Verwandtschaft zu den abelschen Gruppen geht so weit, dass man Objekte einer abelschen Kategorie mithilfe eines geeigneten Funktors als spezielle abelsche Gruppen auffassen kann (Einbettungssatz von Mitchell):
- Für jede kleine abelsche Kategorie {\displaystyle {\mathcal {C}}} gibt es einen exakten treuen Funktor {\displaystyle {\mathcal {C}}\to \mathbf {Ab} }.
- Für jede kleine abelsche Kategorie {\displaystyle {\mathcal {C}}} gibt es einen Ring {\displaystyle A} und einen volltreuen exakten Funktor von {\displaystyle {\mathcal {C}}} in die Kategorie der {\displaystyle A}-Moduln.

## Geschichte
Erste Ansätze zur Definition des Begriffes „abelsche Kategorie“ stammen von S. Eilenberg und S. Mac Lane aus den frühen 50er Jahren. Der Durchbruch gelang jedoch erst mit A. Grothendiecks epochemachendem Artikel Sur quelques points d'algèbre homologique aus dem Jahre 1957.